# Sint-Annakerk (Heerlen)
De Parochiekerk van de H. Moeder Anna (ook wel H. Moeder Annakerk, H. Annakerk of Sint-Annakerk) is een rooms-katholieke kerk in de buurt Bekkerveld in de wijk Aarveld-Bekkerveld aan de gelijknamige straat in Heerlen. Zij werd in 1953 gebouwd naar een ontwerp van Frits Peutz en Hendrik Teeken (1900-1950) en in opdracht van toenmalig burgemeester Marcel van Grunsven.
Op 15 oktober 2007 werd de Sint-Annakerk tot rijksmonument verklaard. De kerk staat op een lijst van 101 rijksmonumenten uit de wederopbouwperiode tussen 1940 en 1958. Het is daarmee een van de vele rijksmonumenten naar een ontwerp van Peutz dat zich in Heerlen bevindt. De kerk is vooral bijzonder omdat bij de bouw uitgegaan is van een volledig betonnen skelet.

## Externe link

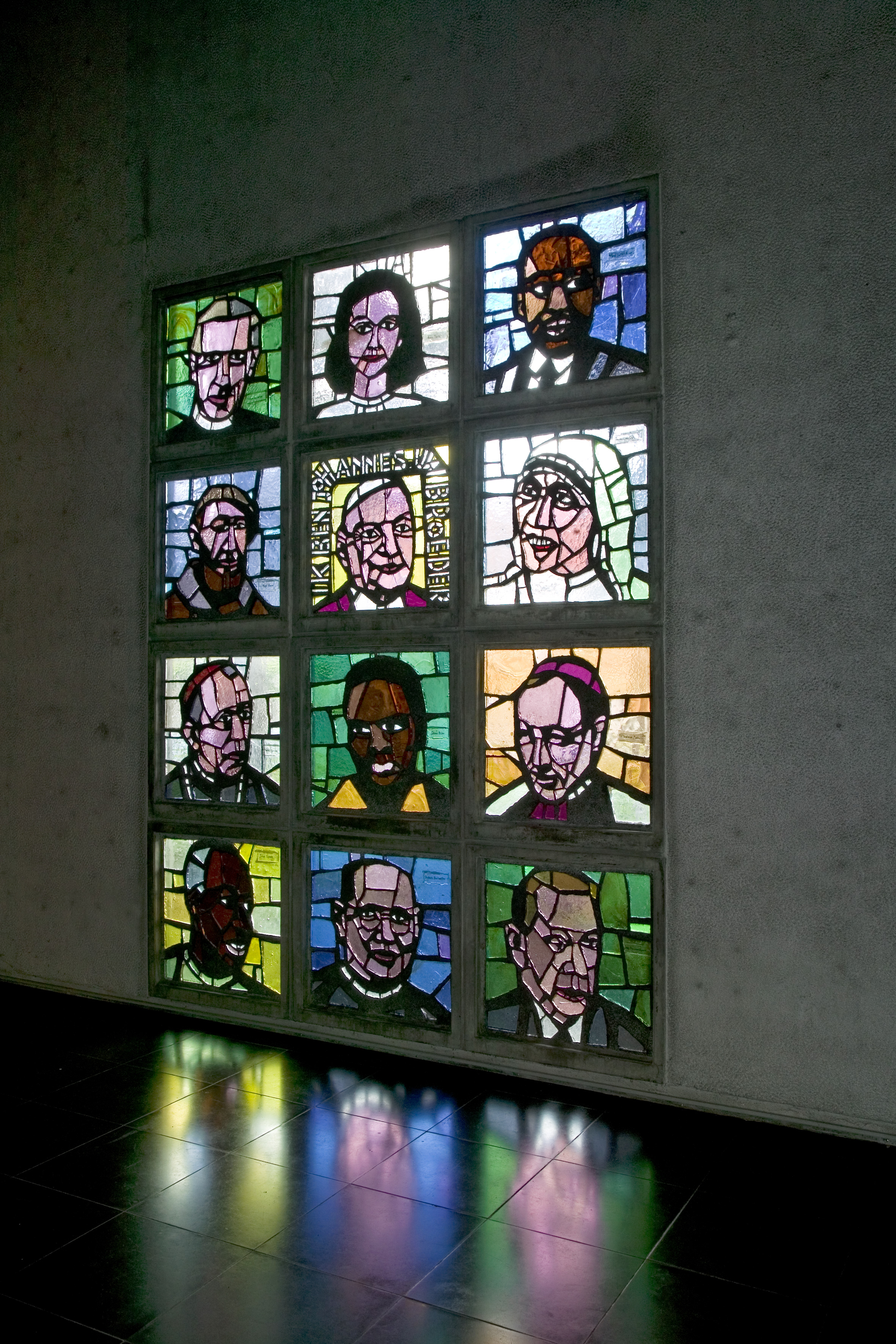
Glas-in-lood van Daan Wildschut met 12 moderne heiligen en martelaren: Teilhard de Chardin, Anne Frank, Martin Luther King, Abbé Pierre, Paus Johannes XXIII, Moeder Teresa, Dom Helder Camara, Steve Biko, bisschop Bekkers, Julius Nyerere, Dietrich Bonhoeffer en Dag Hammarskjöld